# Шатов, Михаил Васильевич
Михаил Васильевич Шатов (имя при рождении Каштанов Пётр Васильевич, 5 июля 1920, Рязанская губерния — 22 октября 1980, Нью-Йорк) — советский военнослужащий, позднее капитан Русской освободительной (власовской) армии, американский библиограф.

## Биография
Родился 5 июля 1920 года под Рязанью в крестьянской семье.
Участник Великой Отечественной войны. В 1942 году попал в немецкий плен. Вступил в РННА. С 1944 — командир отряда личной охраны генерал-лейтенанта А. А. Власова в Далеме, предместье Берлина, затем начальник охраны центрального штаба ВС КОНР (январь 1945). Капитан ВС КОНР (1945).
После окончания Второй мировой войны скрывался во французской зоне оккупации Германии под именем Михаила Шатова. Участвовал в сокрытии советских перемещенных лиц от принудительной репатриации, создании послевоенных власовских организаций СБОНР (Союз борьбы за освобождение народов России) и СВОД (Союз воинов Освободительного движения) (1947—1949). Совместно с Р. Дудиным и Г. Н. Чавчавадзе издавал журнал «Призыв» (1948, орган отдела СБОНР во французской зоне).
В 1950 году переехал в США. Работал маляром, каменщиком, таксистом.
В 1955—1971 годах работал в библиотеке Колумбийского университета. В 1967 получил высшее библиотечно-библиографическое образование при Колумбийском университете. Автор ряда библиографических трудов и каталогов.
В 1972 был одним из основателей Конгресса русских американцев. Ряд лет состоял членом Главного правления КРА и вице-председателем КРА. Состоял членом Русской Академической Группы в США.
Похоронен на кладбище Ново-Дивеевского монастыря близ Нанует (штат Нью-Йорк).

## Сочинения
- Библиография Освободительного Движения Народов России в годы Второй Мировой войны (1941—1945) Нью-Йорк, 1961 г.
- Материалы и документы Освободительного движения народов России в годы Второй мировой войны (1941—1965). Нью-Йорк. 1966.
- A list of Russian newspapers in the Columbia University Libraries, compiled by Karol Maichel and Michael Schatoff. New York, Columbia University Libraries, 1959.
- Bibliographical index of Russian publications outside of the U.S.S.R. 1961.
- Half a century of Russian serials 1917—1968: cumulative index of serials published outside the USSR. 1972.